# 19 pr. n. št.
19 pr. n. št. je bilo po julijanskem koledarju navadno leto, ki se je začelo na četrtek, petek ali soboto, ali pa prestopno leto, ki se je začelo na četrtek ali petek (različni viri navajajo različne podatke). Po proleptičnem julijanskem koledarju je bilo navadno leto, ki se je začelo na sredo.
V rimskem svetu je bilo znano kot leto sokonzulstva Saturnina in Vespila, pa tudi kot leto 735 ab urbe condita.
Oznaka 19 pr. Kr. oz. 19 AC (Ante Christum, »pred Kristusom«), zdaj posodobljeno v 19 pr. n. št., se uporablja od srednjega veka, ko se je uveljavilo številčenje po sistemu Anno Domini.

## Dogodki
- na rimskem forumu je prirejen triumf v čast Lucija Kornelija Balba in njegovih zmag proti Garamantom v Afriki.
- Mark Vipsanij Agripa konča izgradnjo rimskega akvadukta Aqua Virgo.

## Rojstva
- Julija Mlajša, rimska plemkinja

## Smrti
- 21. september - Vergilij, rimski pesnik (* 70 pr. n. št.)
- Tibul, rimski pesnik (* ok. 55. pr. n. št.)